# Mihnea Blidariu
Mihnea Blidariu (n. 6 septembrie 1979, Bacău, România) este un muzician român, membru al formației rock Luna Amară, din Cluj-Napoca. Interpretează vocal, la trompetă și la chitară. Este autorul a două volume de poezii "No Future" și "mânia.Ro". Component al cenaclului literar Klu.

## Biografie
S-a născut în Bacău și a urmat cursurile Facultății de Litere „Babeș-Bolyai“ din Cluj-Napoca.

## Activitate
Colaborează cu revista culturală online EgoPHobia unde are o rubrică permanentă, "punk_politik". A publicat articole și poezii în revista Tribuna și în revista online Tiuk. Este organizator al Festivalului FânFest de la Roșia Montană și sprijină campania Salvați Roșia Montană, fiind membru al organizației MindBomb. În 2007 publică cel de-al doilea volum de poezii, "Mânia.ro". Împreuna cu trupa Luna amară a concertat pro bono (gratuit) la toate edițiile festivalul FânFest, Roșia Montană în cadrul campaniei „Salvați Roșia Montană”. Tot în cadrul aceleiași campanii, Mihnea Blidariu, participă alături de Paul Socol –  actor, Bogdan Buta – inginer în telecomunicații, Raluca Dan – specialist în relații publice, Ana Bănică și Bianca, ambele arhitect, la protestul "Ocupați Conti (fostul Hotel Continental din Cluj-Napoca) pre-ocupati Clujul". Aceștia au ocupat simbolic în 7 noiembrie 2011 clădirea "Conti" din Piața Unirii, în semn de protest față de exploatarea auriferă de la Roșia Montană. 

### Interviuri
- Interviu Mihnea Blidariu la Coke Live 2007 Arhivat în 24 octombrie 2008, la Wayback Machine.
- Mihnea Blidariu - Rosia Montana este, de fapt, ca intreaga Romanie, Iulian Ignat, Formula AS - anul 2012, numărul 1002